# Мариански острови
Марианските острови е архипелаг от 15 острова в западната част на Тихия океан, югоизточно от Япония. Общата му площ е1026 km², а политически е разделен на 2 административни единици - териториите на САЩ Гуам и Северни Мариански острови.
Марианските острови са най-северните острови от по-голяма островна група, наречена Микронезия. Архипелагът е съставен от върховете на 15 вулканични планини, които са южната част на подводна планинска верига, която се разпростира на 2519 km от Япония с крайна точка близо до остров Гуам. Наблизо е и Марианската падина.

## История
Островите са населени вероятно от 3-то хилядолетие пр.н.е. Оформилата се там, вследствие на няколко емигрантски вълни от австралоидно, меланезийско и полинезийско население, местна народност е известна под името чаморо. След сблъсъци с нейни представители, мореплавателите от експедицията на Фернандо Магелан (първа от европейските навлязла от Атлантическия в Тихия океан и първа посетила архипелага през 1521 г.) ги наричат "лардонес" (крадци) и впоследствие мястото е известно главно под това име (Лас Лардонес/Острови на крадците) до колонизацията си (посредством религиозна мисия на група йезуити) от Испания от 1667 г. нататък, когато са преименувани на властващата тогава като регент кралица-майка Мариана Австрийска. Вследствие на общуването си със заселниците, значителна част от местното население се стопява, а настоящите му (21. век) потомци са напълно или почти изцяло със смесен произход.

Под испанска власт мястото се развива като център за производство на захарна тръстика и важно пристанище и е обвързано административно първо с Нова Испания (Мексико), а после - с Филипините. Сред земите, които Испания губи в полза на САЩ в Испано-американската война (1898 г.) е и остров Гуам, а останалата част от архипелага е продадена от испанското правителство на Германия. Япония окупира тази част (наричана после Северни Мариански острови) по време на Първата световна война (през 1914 г.), а след войната й е предоставен мандат за тяхното управление от Лигата на нациите. Гуам остава американски до Втората световна война, когато е превзет от японците, в паралелна с тази над Пърл Харбър атака, но впоследствие САЩ го отвоюват, а превземат и останалата част от островната верига и използват Марианските острови за поредица от военновъздушни нападения срещу Япония, чиято кулминация са тези с атомните бомби, хвърлени над Хирошима и Нагазаки. След войната Марианските острови в цялост остават под управлението на САЩ, като се запазват двете исторически обусловени владения - Гуам и Северни Мариански острови, въпреки че са правени някои неуспешни опити за обединението им в единна територия.